# Tordylium microspermum
Tordylium microspermum är en flockblommig växtart som beskrevs av Michele Tenore. Tordylium microspermum ingår i släktet Tordylium och familjen flockblommiga växter. Inga underarter finns listade i Catalogue of Life.